# Sister (sång)
Sister är en låt framförd av den nederländsk-belgiska musikgruppen Sergio & The Ladies. Låten representerade Belgien vid Eurovision Song Contest 2002 i Tallinn i Estland. Låten är skriven av Marc Paelinck och Dirk Paelinck.
Bidraget framfördes i finalen den 25 maj 2002. Det slutade på trettonde plats med 33 poäng.